# Anartia venusta
Anartia venusta är en fjärilsart som beskrevs av Hans Fruhstorfer 1907. Anartia venusta ingår i släktet Anartia och familjen praktfjärilar. Inga underarter finns listade i Catalogue of Life.